# Třtěnice
Třtěnice är en ort i Tjeckien. Den ligger i den centrala delen av landet, 80 km öster om huvudstaden Prag. Třtěnice ligger 254 meter över havet och antalet invånare är 315.
Terrängen runt Třtěnice är huvudsakligen platt, men österut är den kuperad.Runt Třtěnice är det ganska tätbefolkat, med 70 invånare per kvadratkilometer. Närmaste större samhälle är Jičín, 10,6 km nordväst om Třtěnice. Trakten runt Třtěnice består till största delen av jordbruksmark.